# Podkraj (Travnik, BiH)
Podkraj (Potkraj) je naseljeno mjesto u općini Travnik, Federacija Bosne i Hercegovine, BiH.

## Zemljopis
Mjesto se nalazi u dolini Lašve, u srednjoj Bosni, sedam kilometara od Travnika. Iznad mjesta je planina Vlašić, poznata i kao centar zimskog turizma.
Podkraj je sjedište istoimene mjesne zajednice.
Od Podkraja se kroz Turbe dolazi do Travnika.

## Povijest
U Didacima u Đelilovcu je u rimsko doba bila rimska vila. Arheolozi su pronašli krajem lipnja 2013. godine ispod obiteljskih imanja velike labirinte zidova. Po površinskim nalazima vjerojatno se radi o rimskoj vili. Slični primjeri daju argument toj tezi jer je kroz travnički kraj prolazila jedna od glavnih rimskih cesta u ovim krajevima. Do pronalaska Đelilovac nije bio nije evidentiran u Arheološkom leksikonu BiH, što znači da je ovo novootkriveni lokalitet.
Naseljena u vremenu srednjovjekovne bosanske države. Ovdje su boravili bosanski krstjani, trag kojih je nekropola stećaka od jednog sanduka i tri sljemenjaka u na Jozakovim njivama 44°15′27″N 17°31′56″E / 44.2575°N 17.53222222222222°E u Didacima, Đelilovac. Zabilježeni su u Arheološkom leksikonu BiH. Pomjerani su i prevrnuti, ali u dobrom stanju. Nalaze se na travnatoj livadi. Predio na kojem je nekropola je nenaseljen, i kuće su raspoređene pojedinačno, dvije su u blizini. U svezi s njima je priča o pronađenom blagu i kupljenim ovcama. Bez natpisa su. Dekoracije su polukružni krov s bridom, perunika, antropomorfni ljiljan, polumjesec i jabuka, bosanski ljiljan.
1879. godine je odvajanjem od župe Ovčareva osnovana na području današnje župe Podkraja župa u selu Đelilovcu. Bila je posvećena sv. Anti Pustinjaku. Tu je u Radovu (vidljivo na kamenu temeljcu) sagrađena drvena crkva bez zvonika. Zapravo je bila baraka u kojoj su slavljene mise. 1905. godine je župnik franjevac iz Guče Gore o. Ljubomir Kotromanović kupio zemljište na mjestu gdje je današnja župna crkva sv. Ane i župna kuća. Svjedok je spomen-ploča iznad ulaznih vrata današnjeg župnog ureda u Podkraju. 1910. godine župa je imala 840 katolika. 1914. godine je vlč. Franjo Kovačević na tom mjestu sagradio crkvu od čvrsta materijala. Na mjestu gdje je bila prva crkva sagrađena je obiteljska kuća, a kamen temeljac prve crkve je ugrađen na gospodarski objekt.
Godinu dana nakon tragedije Vukovara i Škabrnje, velika tragedija snašla je Hrvate župe Potkraja. 18. studenoga 1992. Vojska bosanskih Srba u velikoj ofenzivi u osvajačkom pohodu na središnju Bosnu napala je i prognala oko dvije tisuće Hrvata s područja potkrajske župe, te opljačkala, zapalila i uništila svu imovinu. Uz progon Hrvata s područja župe Dobretići i drugih prostora Pougarja, pokolja na Galici, te progona župljana Korićana, to su bili prvi zločini srpskih paravojnih snaga na području središnje Bosne. Imovina prognanih župljana Potkraja je otuđena, kuće i gospodarski objekti teško oštećeni ili potpuno uništeni. Gdje je stala JNA, nastavila je tzv. ABiH. Sve preostale Hrvate ovog kraja koji srpske paravojne snage nisu uspjele zauzeti, osam mjeseci poslije, 8. lipnja 1993. godine prognale su postrojbe Armije BiH. Tada je poginuo i dozapovjednik Travničke brigade HVO-a, pukovnik Nikola Grubeša. U borbama sa srpskim paravojnim snagama, a poslije u krvavom ratu s Bošnjacima, poginulo je ili ubijeno 60 pripadnika HVO-a i hrvatskih civila iz župa Potkraj i Turbe. Župa je danas pred umiranjem jer u njoj nema stalnih nego samo povremenih stanovnika i to samo desetak predratnih žitelja poodmakle starosne dobi. Povratak Hrvata na svoje opustošene posjede pratile su poteškoće, prije svega vrlo velika nesigurnost, pa su tako troje Hrvata povratnika iz župa Potkraj i Turbe ubijeni.
2019. godine župnik vlč. Vito Šošić je oko 200 metara od mjesta gdje je bila prva crkva u Đelilovcu sa župljanima Podkraja sagradio spomen-kapelicu posvećenu sv. Marti, kao spomen na prvu crkvu na području župe. 29. srpnja blagoslovio ju je gučogorski arhiđakon mons. dr. Pavo Jurišić. Na svetu Martu će se u budućim vremenima slaviti Sveta misa kod kapele koja je sagrađena na spomen prve crkve.

## Stanovništvo

### 1991.
Nacionalni sastav stanovništva 1991. godine, bio je sljedeći:
ukupno: 462
- Hrvati - 460
- Muslimani - 1
- Srbi - 1

### 2013.
Nacionalni sastav stanovništva 2013. godine, bio je sljedeći:
ukupno: 507
- Hrvati - 455
- Bošnjaci - 49
- Srbi - 1
- ostali, neopredijeljeni i nepoznato - 2

## Vjera
Većina stanovnika su rimokatolici. Nebeski zaštitnici župe Potkraj kod Travnika su sv. Ana i Joakim, koje se slavi 26. srpnja.

## Galerija
- Šume i brda kod Podkraja
- Kroz Podkraj
- Groblje u Podkraju
- Pogled na Podkraj s grobljem u pozadini
- Pogled iz Podkraja na okolicu
- Crkva sv. Ane i sv. Joakima
- Crkva sv. Ane i sv. Joakima

## Vanjske poveznice
- Satelitska snimka  Arhivirana inačica izvorne stranice od 5. ožujka 2021. (Wayback Machine)
- Župa Potkraj Turbe
- Hrvatska kulturna zajednica Troplet Predstojeći događaji Sveta Ana i sv. Joakim patron župe BANBRDO (Kreševo), DOMALJEVAC (B. Šamac), LJUTI DOLAC (Š. Brijeg), PARSELO (Tuzla), POTKRAJ (Travnik), RADUNICE (Žepče), ŽABLJAK (Usora), 26. srpnja 2019.